# 生駒市立桜ヶ丘小学校
生駒市立桜ヶ丘小学校（いこましりつ さくらがおかしょうがっこう）は、奈良県生駒市にある公立小学校。吹奏楽の活躍が著しい。

## 沿革
- 1978年（昭和53年）4月 - 本館・体育館・運動場が完成。
- 1981年（昭和56年）
  - 4月 - 生駒小学校の校区より谷田・辻地区、生駒台小学校の校区より桜ヶ丘地区を分離し、児童数664名、18学級編成で生駒市立桜ヶ丘小学校を設立。開校式挙行。
  - 7月 - 育友会を設立し、総会開催。
- 1982年（昭和57年）5月29日 - この日を創立記念日と定めた。
- 1989年（平成元年）3月 - 中庭野外ステージ完成。
- 1990年（平成2年）11月 - 創立10周年記念式典挙行し、記念歌を披露した。
- 1993年（平成5年）3月 - 多目的室完成。
- 1995年（平成7年）4月 - 特別支援学級「さくら学級」開設。
- 1996年（平成8年）10月 - 国際交流を行い、タイ国の児童が来校。
- 1999年（平成11年）11月 - 全日本小学校バンドフェスティバルに出場し、グッドサウンド賞受賞。
- 2001年（平成13年）1月 - 創立20周年記念式典挙行。
- 2002年（平成14年）8月 - 第2回吹奏楽の祭典出場。
- 2004年（平成16年）5月 - 中庭改修。
- 2010年（平成22年）12月 - 創立30周年記念事業実施。
- 2011年（平成23年）
  - 8月 - 耐震補強工事完成。
  - 10月 - 日本管楽合奏コンクールに出場し、最優秀賞と審査員特別賞を受賞した。
- 2013年（平成25年）4月 - 施設老朽化対策先導事業実施。
- 2019年（令和元年）11月 - 全日本小学校バンドフェスティバルに出場し、金賞を受賞。
- 2022年（令和4年）ﾊｰﾓﾆｯｸﾊﾞﾝﾄﾞｸﾗﾌﾞ「斐伊川に流るるクシナダ姫の涙」という曲にて　　　　　　　　　　　　　　全国大会金賞。　　　文部科学大臣賞を受賞。　表彰。

## 校区
出典
- 谷田町・辻町・桜ヶ丘

## 進学先中学校
出典
- 生駒市立生駒中学校

## 所在地
- 奈良県生駒市桜ケ丘7番15号

## アクセス
- 近鉄奈良線生駒駅、または東生駒駅を利用。

## 周辺
- 生駒市立生駒幼稚園 - 敷地が隣接
- 公民館桜ヶ丘分館 - 生駒市道をはさんで、敷地が隣接。
- 奈良県道8号大阪生駒線

## 校区が隣接している学校
- 生駒市立生駒台小学校
- 生駒市立俵口小学校
- 生駒市立生駒小学校
- 生駒市立生駒東小学校
- 奈良市立富雄第三小学校
- 奈良市立鳥見小学校
- 奈良市立二名小学校